# Miloš Bobocký
Miloš Bobocký (Bratislava, 20 gennaio 1922 – Bratislava, 5 marzo 2016) è stato un cestista cecoslovacco.

## Carriera
Vinse la medaglia d'oro ai Campionati europei del 1946 e quella d'argento a quelli del 1947.